# Блэр, Деннис
Деннис Блэр (англ. Dennis C. Blair; род. 4 февраля 1947, Киттери, Мэн) — американский военный деятель, адмирал, директор Национальной разведки США (2009—2010).

## Биография
Родился в Киттери (штат Мэн) в семье капитана Карвела Холла Блэра и Эбби (урожденной Энсел), военный моряк в шестом поколении. Окончил Военно-морскую академию США в 1968 году, после чего получил назначение на эсминец Tattnall. Также прошёл стажировку в Оксфордском университете, где специализировался на изучении России. Впоследствии занимал ряд командных должностей в Совете национальной безопасности, был заместителем председателя Объединенного комитета начальников штабов, заместителем Директора Центральной разведки, командующим Тихоокеанским командованием США. В 2002 году вышел в отставку с военной службы и работал президентом Института оборонного анализа, преподавал в Военном колледже армии США, а также был заместителем исполнительного директора Совета по реформе национальной безопасности.
Четырежды награждён медалью «За выдающуюся службу» с дубовыми листьями, медалью «За отличную службу», орденом «Легион почёта», медалью похвальной службы, медалью «За заслуги», медалью «За службу национальной безопасности» (дважды), а также многими другими наградами США, Японии, Республики Корея, Австралии, Таиланда и Тайваня.

## Деятельность на посту Директора Национальной разведки
29 января 2009 года Д.Блэр был назначен Директором Национальной разведки США. Его деятельность на этом посту сопровождалась конфликтами внутри американского разведывательного сообщества. Так, в мае 2009 года Блэр попытался самостоятельно назначать офицеров разведки в качестве своих представителей за рубежом в то время как директор ЦРУ Леон Панетта рассматривал это как свою собственную прерогативу. Предшественники Блэра на посту директора Национальной разведки — Д. Негропонте и Д. Мак-Коннел — были не в состоянии забрать эту функцию управления разведывательным сообществом от ЦРУ. В конце июля 2009 года Специальный комитет Сената по разведке поддержал Блэра, обратившись к руководству ЦРУ с просьбой отнестись лояльно к решению Блэра.
Однако 10 ноября 2009 года Белый дом принял решение в пользу ЦРУ, предоставляя ему право продолжать назначать резидента американской разведки в каждой стране, где она присутствует. Некоторые эксперты по разведке считают, что это существенно ослабляет авторитет директора Национальной разведки.
На время руководства Блэра разведывательным сообществом пришлись такие события, как массовое убийство на военной базе Форт-Худ (2009), попытка теракта в самолете в декабре 2009 года, попытка теракта на Таймс-сквер 1 мая 2010 года. Эти события вызвали резкую критику деятельности разведывательного сообщества США со стороны Конгресса и кругов общественности, и президент США Барак Обама 20 мая 2010 года отправил Блэра в отставку с поста директора Национальной разведки.
Через два дня после отставки Блэра New York Times сообщила со ссылкой на информированные источники в администрации Обамы, что есть связь между отставкой Блэра и американо-французскими переговорами об обмене разведданными. Блэр в октябре-декабре 2009 года начал переговоры с директором французской разведки Бернаром Бажоле о заключении договора между Францией и США, который включал в себя условие о том, что стороны обязуются на взаимной основе не вести разведку друг против друга, а вести с территорий стран-участниц лишь операции против третьих стран. В соответствии с предлагаемым договором, французская разведка должна быть проинформирована о проведении США операций во Франции. Проект договора предусматривал более формальный вариант, чем Соглашение о радиотехнической и разведывательной безопасности Великобритания — США.
Американские официальные лица утверждают, что проект договора был отклонен президентом Обамой, а попытки Д.Блэра этот проект пролоббировать стали дополнительным поводом для его отставки. В свою очередь, Елисейский Дворец подтвердил, что такой договор был предметом переговоров, добавив, что «мы не были просителями» в этой сделке. Французские чиновники далее указали, что проект договора предусматривал доступ Франции к Global Trade Exchange. При этом французские представители охарактеризовали проект договора как несовершенный, заявив, что «ничего не изменилось в наших отношениях» в связи с незаключением договора и отставкой Блэра.